# Referéndum constitucional de Ruanda de 2015
El 18 de diciembre de 2015 se celebró en Ruanda un referéndum sobre una enmienda constitucional que permitiría al presidente ruandés Paul Kagame presentarse por tercera vez a las elecciones presidenciales de 2017.

## Antecedentes
En agosto de 2015, una petición firmada por más de 3,7 millones de ciudadanos registrados llegó al Parlamento de Ruanda para permitir que el presidente de Ruanda, Paul Kagame, se postulara para un tercer mandato, para el cual estaba constitucionalmente descalificado. 

## Cambios a la Constitución
El único cambio a la constitución fue el artículo 101 de la misma que decía lo siguiente: 

El Presidente de la República es elegido por un período de siete años renovable una sola vez.

En ningún caso una persona podrá ejercer el cargo de Presidente de la República por más de dos términos.

Y, a través de este referéndum, el artículo 101 paso a decir: 

El Presidente de la República es elegido por un término de cinco (5) años. Podrá ser reelegido una vez.

## Resultados
| Opción          | Votos     | %    |
| --------------- | --------- | ---- |
| Sí              | 6,157,922 | 98.3 |
| No              | 105,260   | 1.7  |
| Nulos/En blanco | 18,286    | 0.29 |
| Total           | 6,266,490 | 100  |
| Fuente: NEC     |           |      |